# Cesáreo Galíndez
Cesáreo Galíndez Sánchez (Gordexola, 23 settembre 1894 – Madrid, 15 marzo 1990) è stato un imprenditore spagnolo, noto per essere stato il 17º presidente dell'Atlético Madrid, dal 1947 al 1952.

## Biografia
Cesáreo Galíndez nacque a Gordexola, nei Paesi Baschi, e successivamente si spostò nella capitale per intraprendere la professione di gioielliere.
Nel 1931 entrò a far parte della dirigenza dell'Atlético, sotto la presidenza di Rafael González. Una volta conclusasi la Guerra civile spagnola, Galíndez divenne segretario della giunta direttiva (1939). Nel 1947 la squadra abbandonò la denominazione di Atlético Aviación e un mese dopo Cesáreo Galíndez ne fu eletto presidente.
La presidenza Galíndez fu una delle più fruttuose dell'epoca, con due campionati vinti (1949-50 e 1950-51) e una Coppa Eva Duarte (1951). La squadra poteva contare su giocatori del calibro di José Juncosa, Alfonso Silva, Adrián Escudero e su un allenatore come Helenio Herrera.
Nell'aprile 1950 il club divenne proprietario dello Stadio Metropolitano, impianto nel quale venivano disputati gli incontri casalinghi fin dal 1923, pagando 11 800 000 pesetas.
Tra i traguardi di Galíndez ci fu anche la consolidazione della sezione di pallamano: il Club Balonmano Atlético de Madrid, una tra le più importanti del club. Inoltre ricevette dalla Federazione calcistica della Spagna una medaglia al merito sportivo per i vent'anni trascorsi come dirigente dei Colchoneros.
Il 16 giugno 1952 si ricandidò come presidente, con la proposta di riforma dello stadio Metropolitano, ma fu battuto da Luis Benítez de Lugo.